# Felipe Andreoli (músico)
Felipe Andreoli (São Paulo, 7 de março de 1980) é um músico e produtor musical brasileiro.
Atualmente, é o baixista da banda Angra, além de também participar da carreira solo de Kiko Loureiro, do quarteto instrumental 4Action e da banda Matanza Ritual, entre outros projetos.

## Carreira
Felipe estudou no Souza Lima e foi aluno do professor Ximba Uchyama.
Em 2000, participa do Inside The Eyes, álbum de estreia da banda paulista de prog metal Karma.
Após ter sua primeira experiência em estúdio, através do empresário da banda ele teve contato com Paul Di'Anno, ex-vocalista do Iron Maiden, com quem gravou o disco Nomad.
Em março de 2001, passa a fazer parte da nova formação do Angra, junto de Aquiles Priester (bateria) e Edu Falaschi (vocal).
Em 2006, com a banda Freakeys criada por Fábio Laguna (teclados), com Eduardo Martinez (guitarra) e Aquiles Priester (bateria) lançam o álbum homônimo, de metal progressivo instrumental.
Em 2007, foi eleito pela revista japonesa Burrn! o sétimo melhor baixistas do mundo.
Em 2020, é convidado por Jimmy London para formar o Matanza Ritual, ao lado de Antônio Araújo (do Korzus) na guitarra e Amilcar Christofáro (do Torture Squad) na bateria.
No primeiro semestre de 2020, produz o álbum Deep Thoughts, da banda SevenCrows.
Em 2021, participa da faixa “Um Besouro na Esquina”, do álbum ….e o mundo de cá da banda Braia.
Em 2021, realizou uma campanha de financiamento coletivo para seu primeiro álbum solo, intitulado Resonance. Lançado em setembro de 2021, teve as participações dos guitarristas Kiko Loureiro (Megadeth, Angra), André Nieri (Virgil Donati), Brett Garsed (Nelson) e Guthrie Govan (Asia, Steven Wilson); o vocalista Dino Jelusick (Whitesnake); e os bateristas Virgil Donati (Planet X, Steve Walsh, Mick Jagger, Kiko Loureiro) e Simon Phillips (Asia, Judas Priest, Toto, The Who). A arte da capa foi feita por Gustavo Sazes, inspirada no Prato de Chladni. O primeiro single lançado foi “Driven”, que ganhou videoclipe. Em outubro, foi lançado o segundo videoclipe oficial, “Not a Day Goes By”. Em novembro do mesmo ano, sai o videoclipe para a música “Not a Day Goes By”, dirigido pelo cineasta francês Antoine de Montremy.
O álbum Resonance atingiu a 4ª colocação na categoria melhor álbum nacional da revista Roadie Crew, em 2021. No mesmo ano, Felipe foi consagrado com a 1ª posição na categoria melhor baixista nacional.
Na turnê do álbum, que iniciou em 17 de fevereiro de 2022 no Bourbon Street, em São Paulo, se apresentou ao lado de Bruno Valverde (bateria) e Dallton Santos (guitarra).
Também em 2022, faz participação no álbum Inter Mundos da banda Caravellus.
Em agosto e setembro de 2022, substituiu o baixista Billy Sheehan na turnê sul-americana da banda Sons Of Apollo, tocando ao lado de Mike Portnoy e Derek Sherinian (ambos ex-Dream Theater), além de Jeff Scott Soto e Bumblefoot.
No final de 2022, participa da versão de “Right Now”, do Van Halen, gravada por Alírio Netto, ao lado de Marcelo Barbosa (guitarra), Adriano Daga (bateria) e Gregoree Júnior (teclados).
Em 2023, novamente é eleito o "Melhor Baixista Nacional" pelos leitores da revista Roadie Crew.

## Discografia

### Karma
- Inside the Eyes (2000)
- Leave Now!!! (2005)

### Di'Anno
- Nomad (2000)

### Angra
- Rebirth (2001)
- Hunters and Prey, EP (2002)
- Temple of Shadows (2004)
- Aurora Consurgens (2006)
- Aqua (2010)
- Secret Garden (2014)
- Ømni (2018)
- Cycles of Pain (2023)

### FireSign
- The Top Of The Mountain (2000)

### Vox
- Original (2006)

### Freakeys
- Freakeys (2006)

### Time Out
- The Journey (2008)

### Almah
- Fragile Equality (2008)
- Motion (2011)

### Kiko Loureiro
- Fullblast (2008)
- Sounds of Innocence (2012)
- The White Balance (2013)
- Open Source (2020)

### Bittencourt Project
- Brainworms I (2008)

### 4Action
- Live In San Francisco (2013)
- Live In São Paulo at Mosh Studios (2018)

### One Arm Away
- Carpe Ludus (2016)

### Rec/All
- Rec/All (2017)

### Solo
- Resonance (2021)

## Prêmios

### Melhores do Ano -Roadie Crew
| Ano  | Categoria         | Indicação | Resultado |
| ---- | ----------------- | --------- | --------- |
| 2018 | Baixista Nacional |           | Venceu    |
| 2020 | Baixista Nacional |           | Venceu    |
| 2023 | Baixista Nacional |           | Venceu    |